# عاشق دیوانه
عاشق دیوانه (به انگلیسی: Demonlover)، فیلمی به کارگردانی الیویه آسایاس است که در سال ۲۰۰۲ منتشر شد. کانی نیلسن، شارل برلینگ، کلویی سونی جینا گرشان بازیگران فیلم هستند و موسیقی آن هم توسط گروه سانیک یوث اجرا شده‌است. این فیلم نخستین بار در جشنواره فیلم کن ۲۰۰۲ به نمایش درآمد، گرچه چند ماه بعد به‌طور وسیعی انتشار یافت.